# Myopsyche xanthopleura
Myopsyche xanthopleura är en fjärilsart som beskrevs av Holland 1898. Myopsyche xanthopleura ingår i släktet Myopsyche och familjen björnspinnare. Inga underarter finns listade i Catalogue of Life.